# Mainhausen
Mainhausen ist mit rund 9000 Einwohnern die kleinste Gemeinde im Landkreis Offenbach in Hessen.

## Geografie

### Geografische Lage
Mainhausen ist eine von 13 Städten und Gemeinden im Landkreis Offenbach und liegt im südlichsten Teil Hessens direkt an der Grenze zum Freistaat Bayern. Die Gemeinde liegt am östlichen Rand des Rhein-Main-Gebiets direkt am Main und südöstlich der Metropole Frankfurt am Main.
Das Gemeindegebiet erstreckt sich über 17,92 km².

### Gemeindegliederung
Mainhausen besteht aus den Ortschaften und Gemarkungen Mainflingen im Nordosten und Zellhausen im Südwesten.

### Nachbargemeinden und -kreise
Mainhausen grenzt im Westen und Norden an die Stadt Seligenstadt, im Osten an die Gemeinden Karlstein, Kleinostheim und Stockstadt am Main (alle drei Landkreis Aschaffenburg) sowie im Süden an die Stadt Babenhausen (Landkreis Darmstadt-Dieburg).

## Geschichte
Die Geschichte der einzelnen Ortsteile ist in den jeweiligen Ortsteil-Artikeln dargestellt.
Im Mittelalter bestand in der Nähe von Mainflingen der Ort Hausen (Husen), der um 1357 als reichsritterschaftliches Lehen von Hanau erwähnt wird. Das Häuser Schloss ist ein alter Turmhügel aus dem 10. oder 11. Jahrhundert mit unbekannten Erbauer.
Die Gemeinde Mainhausen entstand im Zuge der Gebietsreform in Hessen per Gesetz am 1. Januar 1977 durch den Zusammenschluss der bis dahin selbstständigen Gemeinden und heutigen Ortsteile Mainflingen und Zellhausen. Ortsbezirke wurden in der Gemeinde Mainhausen nicht gebildet. Der Gemeindename ist ein Kofferwort aus den Namen der beiden früheren Gemeinden.

## Religion
In Mainhausen gibt es zwei katholische Kirchen: St. Wendelinus (Zellhausen) und St. Kilian (Mainflingen). Die Evangelische Kirchengemeinde Seligenstadt und Mainhausen hat in Zellhausen ein Gemeindehaus mit Pfarrhaus.

## Politik

### Gemeindevertretung
Die Kommunalwahl am 14. März 2021 hatte folgendes Ergebnis, in Vergleich gesetzt zu früheren Kommunalwahlen:

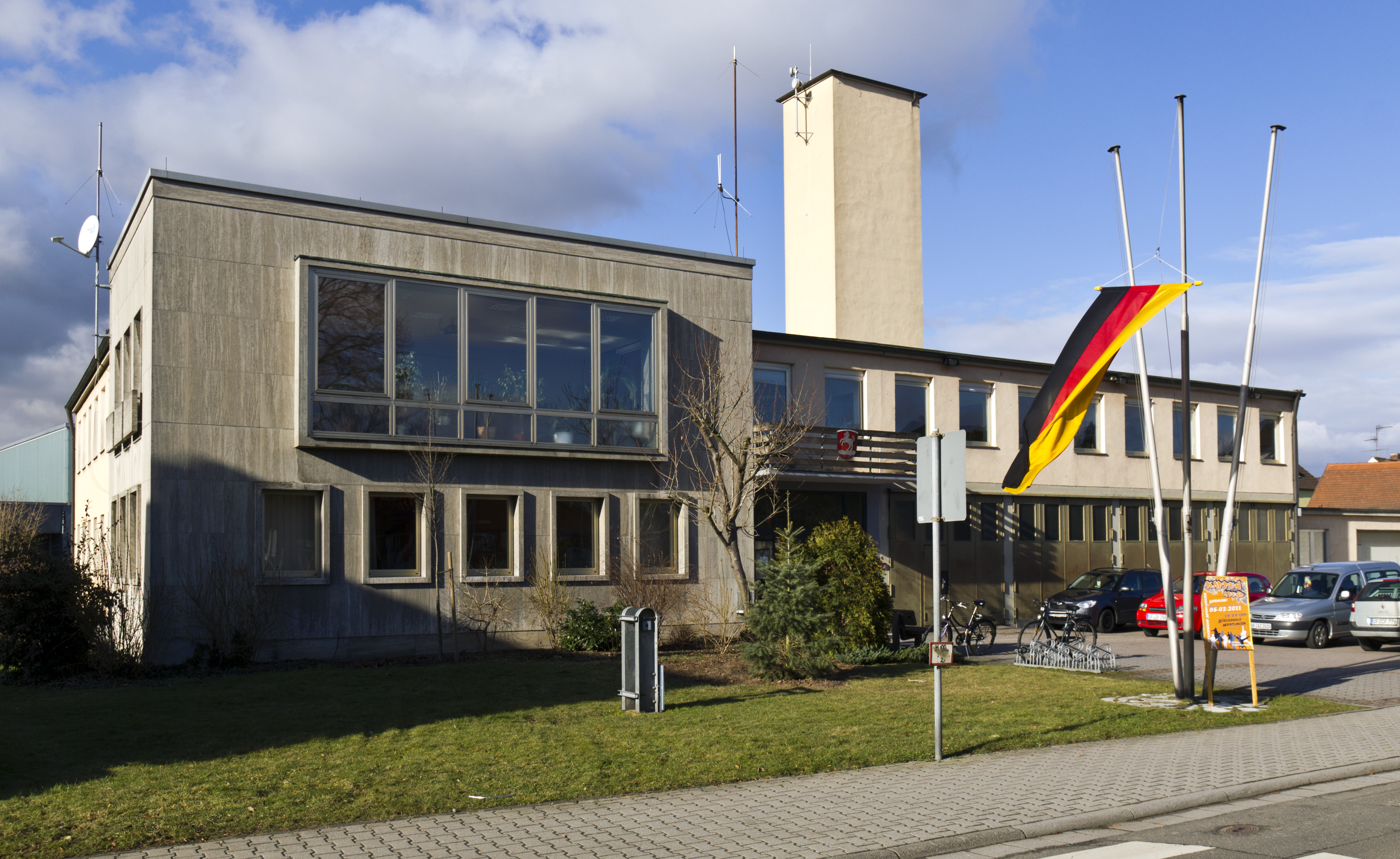
Rathaus in Mainflingen

| Sitzverteilung in der Gemeindevertretung 2021Insgesamt 27 Sitze - SPD: 13 - Grüne: 4 - FDP: 3 - CDU: 4 - UWG: 3 | Parteien und Wählergemeinschaften | Parteien und Wählergemeinschaften           | % 2021 | Sitze 2021 | % 2016 | Sitze 2016 | % 2011 | Sitze 2011 | % 2006 | Sitze 2006 | % 2001 | Sitze 2001 |
| Sitzverteilung in der Gemeindevertretung 2021Insgesamt 27 Sitze - SPD: 13 - Grüne: 4 - FDP: 3 - CDU: 4 - UWG: 3 | SPD                               | Sozialdemokratische Partei Deutschlands     | 48,6   | 13         | 53,8   | 15         | 57,6   | 16         | 45,4   | 14         | 40,8   | 13         |
| Sitzverteilung in der Gemeindevertretung 2021Insgesamt 27 Sitze - SPD: 13 - Grüne: 4 - FDP: 3 - CDU: 4 - UWG: 3 | CDU                               | Christlich Demokratische Union Deutschlands | 15,1   | 4          | 22,2   | 6          | 26,8   | 7          | 37,5   | 12         | 56,0   | 17         |
| Sitzverteilung in der Gemeindevertretung 2021Insgesamt 27 Sitze - SPD: 13 - Grüne: 4 - FDP: 3 - CDU: 4 - UWG: 3 | Grüne                             | Bündnis 90/Die Grünen                       | 16,5   | 4          | –      | –          | –      | –          | –      | –          | –      | –          |
| Sitzverteilung in der Gemeindevertretung 2021Insgesamt 27 Sitze - SPD: 13 - Grüne: 4 - FDP: 3 - CDU: 4 - UWG: 3 | UWG                               | Unabhängige Wählergemeinschaft Mainhausen   | 10,5   | 3          | 16,5   | 4          | 11,1   | 3          | 5,7    | 2          | —      | —          |
| Sitzverteilung in der Gemeindevertretung 2021Insgesamt 27 Sitze - SPD: 13 - Grüne: 4 - FDP: 3 - CDU: 4 - UWG: 3 | FDP                               | Freie Demokratische Partei                  | 9,2    | 3          | 7,5    | 2          | 4,4    | 1          | 11,4   | 3          | 3,1    | 1          |
| Sitzverteilung in der Gemeindevertretung 2021Insgesamt 27 Sitze - SPD: 13 - Grüne: 4 - FDP: 3 - CDU: 4 - UWG: 3 | Gesamt                            | Gesamt                                      | 100,0  | 27         | 100,0  | 27         | 100,0  | 27         | 100,0  | 31         | 100,0  | 31         |
| | Wahlbeteiligung in %              | Wahlbeteiligung in %                        | 51,9   | 51,9       | 54,6   | 54,6       | 49,9   | 49,9       | 47,5   | 47,5       | 58,2   | 58,2       |

### Bürgermeister
Nach der hessischen Kommunalverfassung wird der Bürgermeister für eine sechsjährige Amtszeit gewählt, seit dem Jahr 1993 in einer Direktwahl, und ist Vorsitzender des Gemeindevorstands, dem in der Gemeinde Mainhausen neben dem Bürgermeister ehrenamtlich ein Erster Beigeordneter und vier weitere Beigeordnete angehören. Bürgermeister ist seit dem 1. Januar 2021 Frank Simon (SPD). Seine Amtsvorgängerin Ruth Disser (SPD) wurde in ihrer dritten Amtszeit am 31. Juli 2020 aus gesundheitlichen Gründen vorzeitig in den Ruhestand versetzt. Der Erste Beigeordnete Torsten Reuter (SPD) leitete die Gemeindeverwaltung bis Ende 2020 kommissarisch und die Wahl des neuen Bürgermeisters musste vorgezogen werden. Frank Simon erhielt am 1. November 2020 im ersten Wahlgang bei 57,7 Prozent Wahlbeteiligung 60,0 Prozent der Stimmen.
Amtszeiten der Bürgermeister
- 2021–2026 Frank Simon (SPD)[9]
- 2004–2020 Ruth Disser (SPD)[10];
- 1986–2004 Dieter Gröning (CDU)[13]
- 1980–1986 Rainer Poller (SPD)[14]

### Wappen und Flagge
Wappen
| Wappen von Mainhausen | Blasonierung: „In geviertem Schild rechts oben in Rot ein silbernes, steigendes Pferd, links oben ein rotes (Mainzer) Rad auf Silber, rechts unten ein Sendemast mit drei roten, in konzentrischen Kreisen angeordneten Sendewellen auf Silber, links unten ein silberner Tannenzapfen auf Rot.“ |
| Wappen von Mainhausen | Wappenbegründung: Das Pferd symbolisiert den Ortsteil Mainflingen, dessen Einwohner den Ortsnecknamen Maoflinger Schimmel tragen. Der Tannenzapfen stammt aus den Wappen des Ortsteils Zellhausen, dessen Einwohner in früheren Jahrhunderten als Schoofplicker (Zapfenbrecher) arbeiteten. Das Mainzer Rad zeigt die Mainzer Geschichte beider Ortsteile, während der Sendemast die Sendeanlagen in Mainflingen symbolisiert. Das Wappen wurde am 1. März 1982 durch den Hessischen Minister des Inneren genehmigt. Entworfen wurde es durch den Mainflinger Designer und Grafiker Norbert Roth, ausgestaltet wurde es durch den Bad Nauheimer Heraldiker Heinz Ritt. |

Flagge

Die Flagge wurde der Stadt am 28. Dezember 1982 durch den Hessischen Innenminister genehmigt und wird wie folgt beschrieben:
„Auf rot/weißer Flaggenbahn in der oberen Hälfte aufgelegt das Gemeindewappen.“

### Gemeindepartnerschaft
Mainhausen pflegt seit 1972 eine Partnerschaft mit der ehemaligen Marktgemeinde Pöls in Österreich.

## Kultur und Sehenswürdigkeiten

### Grünflächen und Naherholung
Das Erholungsgebiet Mainhäuser Seen besteht aus fünf Seen, von denen drei zum Baden und Angeln genutzt werden. Bademöglichkeiten bestehen im Königssee bei Zellhausen (14,6 ha) und im Badesee Mainflingen (7,7 ha). Beide werden von einem Eigenbetrieb der Gemeinde bewirtschaftet. An den Badesee Mainflingen grenzt ein Campingplatz an, der Platz für etwa 300 Dauercamper und 40 Kurzzeitgäste bietet.

### Naturschutz

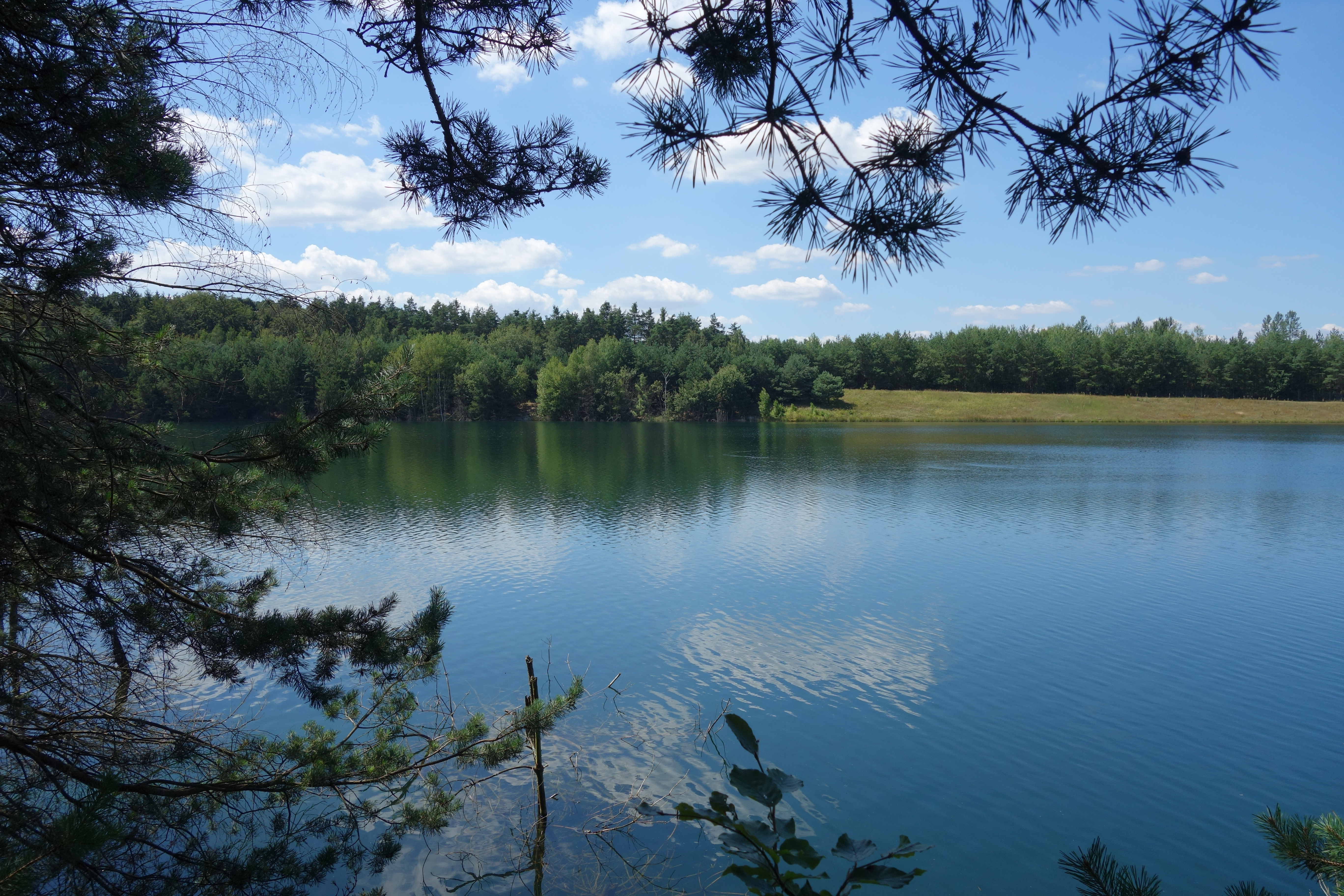
NSG Ehemalige Tongrube von Mainhausen

Auf dem Gebiet der Gemeinde Mainhausen befinden sich mehrere Naturschutzgebiete. Die Bong’sche Kiesgrube und Mainufer bei Mainflingen (94,52 Hektar) und Ehemalige Tongrube von Mainhausen (15,59 Hektar) sind durch den Kies- und Tonabbau entstanden. Sie gelten als überregional bedeutsame Rast-, Überwinterungs- und Brutareale für Vögel, als Lebensraum gefährdeter Amphibien und Insekten und als Standorte einer naturnahen Auenvegetation.
Bei dem Naturschutzgebiet Speckgraben bei Mainflingen (31,72 Hektar) handelt es sich um Feuchtgebiete und Bruchwald-Gesellschaften in einer alten Mainschlinge.

## Wirtschaft und Infrastruktur

### Unternehmen
Mainhausen ist Sitz der ANWR Group, einer Genossenschaft, die unter anderem im Schuhgroßhandel aktiv ist. Der Betrieb befindet sich im Ortsteil Zellhausen. Zur ANWR Group gehören unter anderem Quick Schuh und die DZB Bank, beide ebenfalls mit Sitz in Mainhausen.
Die Deutschland-Niederlassung des Reißverschlussherstellers YKK hat ihren Sitz im Ortsteil Zellhausen.
Ein Unternehmen der Nukleartechnik ist die Höfer & Bechtel GmbH in Mainhausen, ein mittelständisches Unternehmen mit etwa 40 Mitarbeitern. Das Tochterunternehmen der GNS Gesellschaft für Nuklear-Service beschäftigt sich unter anderem mit Rückbau und Entsorgung.
Der Hersteller der GPS-Software QuoVadis sitzt ebenfalls in Mainhausen.
Von 1988 bis 2010 befand sich in Mainflingen ein Werk des Druckmaschinenherstellers manroland AG. Der Standort wurde wegen Insolvenz aufgegeben. Seit 1946 war das Gelände am nördlichen Ortsrand industriell genutzt worden. Die Zukunft liegt in der Wohnbebauung: Die Gemeindevertretung beschloss im Jahr 2015 einen Bebauungsplan.

### Medien
Mainhausen gehört zum Verbreitungsgebiet der Tageszeitung Offenbach-Post. Die Lokalredaktion sitzt in Rodgau.
Seit 2020 existiert das Online-Regionalportal ’s Blättsche mit aktuellen Informationen und Geschichtlichem aus Mainhausen und den angrenzenden Kommunen, ins Leben gerufen vom gebürtigen Zellhäuser Bernhard Koch, der seit 1972 als Journalist in der Region arbeitet.

### Öffentliche Einrichtungen
In jedem Ortsteil gibt es ein Bürgerhaus und eine öffentliche Bücherei. Für Veranstaltungen stehen außerdem das Alte Rathaus Zellhausen und das Vereinsheim am Main zur Verfügung.

### Bildung
In Mainhausen gibt es drei Schulen: zwei staatliche Grundschulen (Anna-Freud-Schule, Käthe-Paulus-Schule) und die Freie Schule Seligenstadt-Mainhausen, eine integrierte Gesamtschule in freier Trägerschaft. Die frühkindliche Bildung geschieht in sechs Kindertagesstätten.

### Verkehr
Durch den Ort verläuft die Landesstraße 3065, die nördlich zur Landesstraße 2310 führt. Die L 2310 geht östlich des Ortes am Autobahnanschluss 48 der Bundesautobahn 45 (Anschlussstelle Mainhausen) in die Bundesstraße 469 über. Mit der Mainbrücke Mainflingen überquert die A 45 den Main. Im Südosten des Gemeindegebietes befindet sich das Seligenstädter Dreieck, an dem die Bundesautobahn 45 an die Bundesautobahn 3 anschließt.
Mit Mainhausen-Zellhausen besteht im Ortsteil Zellhausen ein Haltepunkt an der Odenwaldbahn. Er wird von der Linie RB 64/RE 64 des Rhein-Main-Verkehrsverbundes bedient. Der Haltepunkt wurde zum 1. Oktober 1908 als Zellhausen in Betrieb genommen, 1931 das Personal abgezogen und durch eine Bahnagentur ersetzt.
Der linienunabhängige Rufbus Hopper der Kreisverkehrsgesellschaft Offenbach verkehrt seit Sommer 2019 in Mainhausen, Seligenstadt und Hainburg. Fahrgäste können individuelle Fahrten per Smartphone oder Telefon buchen.
Die Kilianusbrücke verbindet seit 1989 Mainflingen mit der Gemeinde Karlstein auf der bayerischen Mainseite. Sie ist für Fußgänger und Fahrradfahrer benutzbar. Mit der früheren Fähre hatten auch Autos übersetzen können. Der Fährbetrieb wurde im Frühjahr 1989 eingestellt.

### Vereine
Der Internetauftritt der Gemeinde listet etwa 40 Vereine und Organisationen auf.

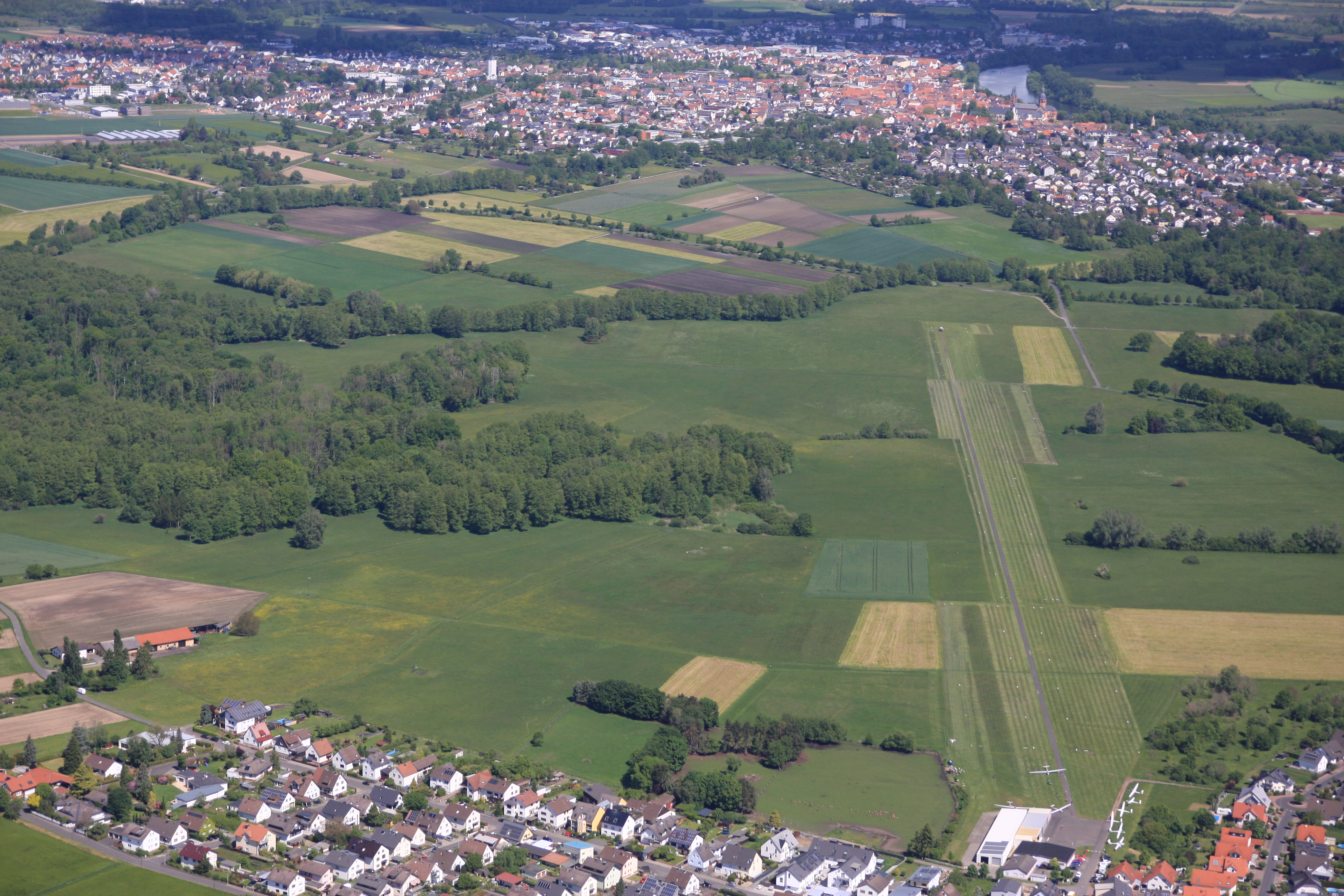
Flugplatz Zellhausen von oben, 2021

Der Luftsportverein Seligenstadt-Zellhausen betreibt am Ortsrand Zellhausens das Segelfluggelände Zellhausen.

### Sonstiges
Zwei große Sendeanlagen für Lang- und Mittelwelle befinden sich in der Nähe von Zellhausen, siehe Sendeanlagen in Mainflingen.

## Persönlichkeiten

### Ehrenbürger
- Karl Steil (1924–1993), Vereinsfunktionär und engagierter Bürger gegen den Bau einer Sondermülldeponie[35]
- Dieter Jahn (* 1944), Erster Vorsitzender der Mainhäuser Gemeindevertretung im Jahr 1977, Träger des Bundesverdienstkreuzes am Bande und des Hessischen Verdienstordens[36]

### Söhne und Töchter der Gemeinde
- Käthe Paulus (1868–1935), erste deutsche Berufsluftschifferin, Luftakrobatin und Erfinderin des faltbaren Fallschirms